# Fondos estructurales de la Unión Europea
Los Fondos Estructurales y de Inversión Europeos (Fondos EIE) son unos fondos gestionados y ejecutados por la Comisión Europea que funcionan conjuntamente a fin de apoyar la cohesión económica, social y territorial de la Unión Europea. Son cinco los fondos estructurales: FEADER, FEMP, FEDER, FSE y FC. Los tres últimos son los fondos directamente relacionados con la Política de Cohesión, mientras que el FEADER está directamente relacionado con la Política Agraria Común y el FEMP con la Política Pesquera Común. Forman parte fundamental del presupuesto anual de la Unión.
| Fondo Europeo Agrícola de Desarrollo Rural (FEADER)                                                                     |
| Fondo Europeo de Desarrollo Regional (FEDER)                                                                            |
| Fondo Europeo Marítimo y de la Pesca (FEMP)                                                                             |
| Fondo Social Europeo (FSE)                                                                                              |
| Fondo de Cohesión (FC)                                                                                                  |
| Clasificación de regiones de 2014 a 2020 Regiones menos desarrolladas Regiones en transición Regiones más desarrolladas |

El FEDER —la partida más importante— se trata de ayudas para la construcción de infraestructuras y otras inversiones adscritas a crear ocupación, mientras que el FSE financia la formación para la reinserción laboral de parados y otros sectores desfavorecidos.
La Comisión subvenciona la producción agrícola europea con la finalidad de mejorar su productividad, garantizar el nivel de vida de los trabajadores y asegurar el suministro alimentario a precios razonables a los consumidores. El estado que más se beneficia es Francia, seguido de España, Alemania e Italia. El FEADER financia, únicamente en gestión compartida, los programas de desarrollo rural ejecutados de conformidad con el Reglamento propuesto por la Comisión.

## En el marco de la Política de Cohesión
Fondo Europeo de Desarrollo Regional
El Fondo Europeo de Desarrollo Regional (FEDER) es el principal instrumento financiero de la Política Regional y de Cohesión de la Comisión Europea destinado a contribuir a la corrección de los principales desequilibrios regionales dentro de la Unión. De esta forma su principal objetivo es contribuir a reducir las diferencias entre los niveles de desarrollo de las regiones europeas y el retraso de las regiones menos favorecidas de la Unión Europea. 
Estos fondos son gestionados conjuntamente por los Estados miembros y la Comisión Europea. Dentro de cada Estado Miembro la gestión se distribuye entre diferentes administraciones públicas (central, autonómica y local) teniendo cada una de ellas un cupo de fondos asignado a priori para realizar proyectos en la zona. 
Fondo de Cohesión
Fondo Social Europeo

## En el marco de la Política Agrícola Común
Fondo Europeo Agrícola de Desarrollo Rural
 Financia programas de desarrollo rural y de apoyo a los agricultores de las regiones rurales. También financia las Organizaciones Comunes de Mercado (OCM) que regulan la producción y comercialización de productos agrícolas.

## En el marco de la Política Pesquera Común
Fondo Europeo Marítimo y de la Pesca
Fondo destinado a financiar la modernización de la flota pesquera y la diversificación económica de las zonas cuya economía depende de esta actividad.

## Criterios
Para discernir qué regiones se pueden beneficiar de estos fondos, existen tres criterios:
- Objetivo 1: incluye las regiones con un PIB per cápita inferior al 75 % de la media comunitaria y se lleva el 70 % del fondo estructural.
- Objetivo 2: destinado en las regiones con dificultades a propuesta de los Estados miembros posteriormente revisadas por la Comisión. Deben ser regiones que no sumen más del 18 % de la población de la UE y estén sometidas a cambios socioeconómicos importantes o que sean áreas industriales, rurales o pesqueras en declive.
- Objetivo 3: apoyo a la adaptación y modernización de las políticas de educación, formación y ocupación. Se destina a regiones que no estén incluidas en el objetivo 1.

## Historia

Reparto del gasto en 2006 (en millones €):
Agricultura: 49 798.8 (aprox 46.7%)
Inversión estructural: 32 399.3 (aprox 30.4%)
Políticas internas: 9 013.7 (aprox 8.5%)
Administración: 6 699.7 (aprox 6.3%)
Acción exterior: 5 186.2 (aprox 4.9%)
Preadhesión: 2 276.7 (aprox 2.1%)
Compensaciones: 1 073.5 (aprox 1.0%)
Fondos reservados: 127.6 (aprox 0.1%)
Gasto total = 106 575.5 millones €

Ante la entrada en 2004 de nuevos Estados miembros con elevados porcentajes de población en sector agrícola se decidió que las ayudas directas de la Política Agrícola Común (PAC) se implementaran de manera progresiva y así en 2004 recibieron ayudas equivalentes al 25 % del nivel comunitario, en 2005 del 30 %, y serán del 35 % en 2006, 40 % en 2007 y a partir de aquí, un aumento del 10 % anual hasta llegar al 100 % en 2013.
El Reglamento (CE) n.º 1290/2005 del Consejo, de 21 de junio de 2005, sobre la financiación de la política agrícola común ha establecido un nuevo marco jurídico único para la financiación de los gastos correspondientes a la PAC. Para ello, se crean dos nuevos fondos, que se inscriben en el presupuesto general de las Comunidades Europeas: el Fondo europeo agrícola de garantía (FEAGA) y el Fondo europeo agrícola para el desarrollo rural (FEADER).
El FEAGA financia, en gestión compartida entre los Estados miembros y la Comisión:
- las restituciones fijadas por exportación de productos agrícolas a terceros países;
- las intervenciones destinadas a la regularización de los mercados agrarios;
- los pagos directos a los agricultores establecidos en el ámbito de la PAC;
- algunas medidas de información y promoción de los productos agrícolas en el mercado interior de la Comunidad y en los terceros países realizadas por los Estados miembros.

El FEAGA financiará de modo centralizado los gastos siguientes:
- la participación financiera de la Comunidad en medidas veterinarias específicas, medidas de control veterinario y de los productos destinados a la alimentación humana y animal, programas de erradicación y vigilancia de las enfermedades animales y medidas fitosanitarias;
- la promoción de productos agrícolas efectuada directamente por la Comisión Europea o por mediación de organizaciones internacionales;
- las medidas, adoptadas de conformidad con la normativa comunitaria, destinadas a garantizar la conservación, la caracterización, la recogida y la utilización de recursos genéticos en agricultura;
- la creación y mantenimiento de los sistemas de información contable agraria;
- los sistemas de investigación agraria.

### Período 2007-2013
Los gastos de la Unión Europea se dividen en dos grandes bloques, y éstos en partidas:
- Gastos de funcionamiento: incluye los gastos de funcionamiento de los organismos de la Unión (personal, inmuebles, materiales...). Supone el 6,3% del gasto de la Unión Europea (rubrica Administración del presupuesto 2006).
- Gastos de operaciones: incluye los gastos de las diferentes políticas comunitarias. Hay 8 áreas de políticas comunitarias:
  - Fondo Europeo de Orientación y Garantía Agrícola, Sección Garantía (FEOGA-Garantía). Supone casi la mitad de los gastos de la Unión y la mayor parte de estos fondos están destinados a la Política Agraria Comunitaria.
  - Operaciones estructurales, fondos estructurales y de cohesión: mecanismo financiero, otras operaciones agrícolas y regionales, transportes y pesca. Supone un 34% del gasto de la Unión.
  - Formación, juventud, cultura, sector audiovisual, información, dimensión social y ocupación. Supone cerca del 1% del gasto de la Unión.
  - Energía, control de la seguridad nuclear del Euratom y medio ambiente. Supone menos del 0,5% del gasto de la Unión.
  - Protección de los consumidores, mercado interior, industria y redes transeuropeas. Supone entre un 1% y un 2% del gasto de la Unión.
  - Investigación y desarrollo tecnológico. Supone un 4% del gasto comunitario.
  - Medidas exteriores. Supone un 7% del gasto comunitario.
  - Política exterior y de seguridad común de la Unión Europea. Supone un 0,1% del gasto comunitario.

### Período 2014-2020

#### La pandemia de enfermedad por coronavirus
Como consecuencia de la crisis de la pandemia de enfermedad por coronavirus en 2020, la Unión Europea (UE) modificó su presupuesto para 2020 y añadió 3,1 millardos de euros para hacer frente a la situación. La UE reorientó hasta 28 millardos de euros de los fondos estructurales, procedentes de las dotaciones nacionales 2014-2020 aún sin asignar. Además, la UE adoptó medidas para aportar mayor flexibilidad al empleo de los fondos estructurales gracias a la «Iniciativa de Inversión en Respuesta al Coronavirus Plus» que permitió medidas excepcionales:
- los Estados miembros podrían transferir importes entre los diferentes fondos;
- los recursos podrían destinarse a las regiones más afectadas, mediante la suspensión de las condiciones que rigen la posibilidad de que una región reciba financiación;
- los Estados miembros podrían solicitar hasta el 100 % de financiación con cargo al presupuesto de la UE para programas destinados a abordar las consecuencias de la pandemia.

Los reglamentos europeos que recogen estas modificaciones serían:
- Reglamento (UE) 2020/460 del Parlamento Europeo y del Consejo de 30 de marzo de 2020 por el que se modifican los Reglamentos (UE) n.º 1301/2013, (UE) n.o 1303/2013 y (UE) n.o 508/2014 de 31 de marzo de 2020[7]
- Reglamento (UE) 2020/558 del Parlamento Europeo y del Consejo de 23 de abril de 2020 por el que se modifican los  Reglamentos (UE) n.º 1303/2013 y (UE) n.º 1301/2013 en lo que respecta a medidas específicas para ofrecer una flexibilidad excepcional en el uso de los Fondos Estructurales y de Inversión Europeos en respuesta al brote de COVID-19[8]

#### Programación
Son tres los principales reglamentos europeos, publicados en 2013, relacionados con la programación de los Fondos Estructurales y de Inversión del actual período 2014-2020:
- Reglamento (UE) n.º 1299/2013 del Parlamento Europeo y del Consejo de 17 de diciembre de 2013 por el que se establecen disposiciones específicas relativas al apoyo del Fondo Europeo de Desarrollo Regional al objetivo de cooperación territorial europea[9]
- Reglamento (UE) n.º 1301/2013 del Parlamento Europeo y del Consejo de 17 de diciembre de 2013 sobre el Fondo Europeo de Desarrollo Regional y sobre disposiciones específicas relativas al objetivo de inversión en crecimiento y empleo[10]
- Reglamento (UE) n.º 1303/2013 del Parlamento Europeo y del Consejo de 17 de diciembre de 2013 por el que se establecen disposiciones comunes relativas al Fondo Europeo de Desarrollo Regional, al Fondo Social Europeo, al Fondo de Cohesión, al Fondo Europeo Agrícola de Desarrollo Rural y al Fondo Europeo Marítimo y de la Pesca, y por el que se establecen disposiciones generales relativas al Fondo Europeo de Desarrollo Regional, al Fondo Social Europeo, al Fondo de Cohesión y al Fondo Europeo Marítimo y de la Pesca, denominado Reglamento sobre disposiciones comunes (en lo sucesivo RDC).[11] El artículo 9 del Reglamento (UE) n.º 1303/2013 de disposiciones comunes menciona 11 objetivos temáticos que se traducen en prioridades específicas para cada fondo.[12]

La aplicación de los Fondos Estructurales se desarrolla a través de Programas Operativos nacionales y regionales, articulados en la operación de sus ejecuciones en Objetivos Temáticos (OT), Prioridades de Inversión y Objetivos Específicos, con unos resultados buscados.
Los reglamentos antes indicados, además, sirven de base para la elaboración de los Acuerdos de Asociación entre la Comisión Europea y los diferentes Estados miembros. Este documento es el que marca las líneas de inversión prioritarias para cada país y que luego se traducen en programas operativos (POs) a nivel nacional. Estos POs se estructuran a su vez en ejes prioritarios, la mayoría de ellos coinciden con los objetivos temáticos marcados en el Reglamento (UE) n.º 1303/2013 pero otros son propios de cada país. Por ejemplo, en el caso de España, el Programa Operativo Plurirregional incorpora un eje 13 de Asistencia Técnica que tiene dos objetivos específicos:
- OE.99.99.1: Lograr una eficaz implementación del PO apoyando la actividad de gestión y control y el desarrollo de capacidad en estas áreas.
- OE.99.99.2: Mejorar el sistema de gobernanza y de partenariado, potenciando los mecanismos de coordinación, la evaluación y la comunicación entre todos los agentes: administraciones públicas, agentes económicos y sociales y sociedad civil.

El OE.99.99.2 permite el apoyo a las redes temáticas españolas, las cuales forman parte del principio de partenariado.

## Fundamento jurídico
El Tratado constitutivo de la Comunidad Europea establece en sus artículos 2 y 3 que la Comunidad tendrá, entre otras misiones, la de «promover un desarrollo armonioso, equilibrado y sostenible de las actividades económicas en el conjunto de la Comunidad, un alto nivel de empleo y de protección social, la elevación del nivel y de la calidad de vida, la cohesión económica y social y la solidaridad entre los Estados miembros.».
Más concretamente, el título XVII (artículos 158 a 162) titulado «Cohesión económica y social» estipula que «la Comunidad se propondrá, en particular, reducir las diferencias entre los niveles de desarrollo de las diversas regiones y el retraso de las regiones o islas menos favorecidas, incluidas las zonas rurales».
La Comisión actúa a través de los fondos con finalidad estructural. Además, el ejecutivo europeo debe presentar cada tres años un informe sobre los avances realizados en la cohesión económica y social y, eventualmente, una serie de propuestas adecuadas sobre las actuaciones futuras de la política regional.
Sin embargo, el artículo 87 (ex artículo 92) del Tratado constitutivo de la Comunidad estipula que las ayudas concedidas por los Estados son incompatibles con el mercado común porque falsean la competencia al favorecer a determinadas empresas o producciones. No obstante, existen excepciones a esta regla en lo que respecta, en particular, a:
- Las ayudas destinadas a favorecer el desarrollo económico de regiones en las que el nivel de vida es anormalmente bajo o en las que existe una grave situación de subempleo.
- Las ayudas destinadas a facilitar el desarrollo de determinadas actividades o de determinadas regiones económicas, siempre que no alteren las condiciones de los intercambios en forma contraria al interés común.

Estas ayudas se distinguen por el hecho de que están reservadas a zonas geográficas particulares y que su objetivo específico es el desarrollo económico de estas zonas a través del apoyo a la inversión y a la creación de empleo.

### Sectores de actividad
Las ayudas regionales se conceden en todos los sectores de actividad, salvo la producción, transformación y comercialización de productos agrícolas, pesqueros y carboneros, sometidos a disposiciones específicas. A estas directrices se añaden normas especiales para los sectores siguientes: transporte, siderurgia, construcción naval, fibras sintéticas e industria del automóvil. Por otro lado, las ayudas ad hoc en favor de las empresas en crisis se rigen por disposiciones específicas y no se consideran ayudas de finalidad regional.

### Zonas subvencionables
La Comisión considera que la extensión total de las regiones subvencionadas con ayudas regionales debe ser inferior a la de las regiones no subvencionadas. Esto significa que la cobertura total de las ayudas regionales en la Comunidad debe situarse por debajo del 50% (actualmente, establecido en el 42,7%) de la población de la Unión.
Las regiones que pueden beneficiarse de estas ayudas son las zonas geográficas de nivel NUTS II cuyo producto interior bruto (PIB) por habitante sea inferior al 75% de la media comunitaria. Como tales, corresponden a las regiones subvencionables en virtud del objetivo nº 1 de los Fondos Estructurales. Además de estas regiones, se añaden otras sobre la base de criterios relativamente complejos.

### Tipos de ayudas
- A la inversión
- A la creación de empleo
- De funcionamiento (son excepcionales, decrecientes y limitadas en el tiempo. Sólo aplicables en zonas del Objetivo 1).

### Procedimiento de decisión
El Tratado de Niza de diciembre de 2000 introduce modificaciones en el procedimiento de toma de decisiones. El Consejo decidirá por mayoría cualificada en el ámbito de los Fondos Estructurales y del Fondo de Cohesión a partir de enero de 2007.